# Дробот Марк Володимирович
Марк Володимирович Дробот (нар. 29 серпня 1986, Шепетівка, Хмельницька область) — український актор театру та кіно. Відомий завдяки ролям у серіалах «Центральна лікарня», «Хазяйка» та «Кріпосна».

## Життєпис
Марк Дробот народився 29 серпня 1986 року в Шепетівці, Хмельницької області.
У 2010 році закінчив Київський театральний інститут ім. Карпенка-Карого.
Із 2005 року працює в Київському академічному Молодому театрі.

## Театральні роботи
Київський Молодий театр
- 2007 — «Право на любов» Олександра Островського; реж. Юлія Маслак — Микола
- 2007 — «Голубка» за п'єсою «Коломба» Жана Ануя — Арман
- 2009 — «Примхливе кохання Дроздоборода» Богдана Стельмаха; реж. Юлія Маслак — Король Дроздобород
- 2010 — «Сатисфакція» за п'єсою «Венеційський купець» Вільяма Шекспіра; реж. Станіслав Мойсеєв — Граціано
- «Талан» Михайла Старицького — Антон Квітка
- «У палаючій пітьмі» за драмою Антоніо Буеро Вальєхо — Ігнасіо
- «Русалонька» Л. Разумовської — Принц
- «Сім бажань Зербіно» В. Глейзера — Зербіно
- «У моєму кінці — моє початок» п'єсою Фрідріха Шиллера — Слуга
- «Сватання на Гончарівці» за п'єсою Григорія Квітки-Основ'яненка — Олексій

## Фільмографія
- 2006 — Ангел з Орлі
- 2008 — Таємничий острів
- 2009 — Блудні діти
- 2009 — Останній кордон — Марк, друг Віктора
- 2010 — Сусіди — Серж
- 2011 — 2013 — Єфросинія
- 2011 — Нова сукня Королеви
- 2012 — Порох і дріб
- 2013 — Жіночий лікар 2 — Кирил
- 2013 — Загублене місто
- 2013 — Пастка
- 2014 — Київський торт
- 2014 — Гречанка
- 2014 — Офіцерські дружини
- 2014 — Безсмертник
- 2016 — Центральна лікарня — Максим Красовский
- 2016 — Потрійний захист
- 2016 — Забудь і згадай — Андрій
- 2016 — Хазяйка — Максим, син господарки
- 2016 — Біженка
- 2016 — Катерина — Олексій Красильников, актор
- 2016 — Село на мільйон — Денис
- 2018 — Сувенір з Одеси — Жорж Лафар
- 2018 — Марк+Наталка — Марк
- 2019 — Кріпосна — Микола Олександрович Дорошенко
- 2020 — Сліди, що зникають
- 2020 — Доктор Віра — Марк Браницький
- 2021 — Козирне місце — Антон Зубов
- 2024 — Обіцянка Богу — Ярик
- 2024 — Просто Надія — Едуард, власник кафе

## Нагороди і відзнаки
- 2015 — Премія «Київська пектораль (2015)» у номінації «За найкраще виконання чоловічої ролі другого плану» (роль Вурма у виставі «Підступність і кохання»)
- 2019, 26 березня — Заслужений артист України — за вагомий особистий внесок у розвиток національної культури і театрального мистецтва, значні творчі здобутки та високу професійну майстерність[2]